# إليزابيث ستوري
إليزابيث ستوري (يوليو 1818 - 1897) كانت كاتبة وخياطة قبعات اسكتلندية. كانت امرأة من الطبقة العاملة من غلاسكو، وصفت في سيرتها الذاتية عام 1859 التحديات التي واجهتها في الأنظمة الطبية والقانونية والكنسية كامرأة معاقة في اسكتلندا في أوائل العصر الفيكتوري.
اشتهرت أعمالها بتقديمها سردًا نادرًا لامرأة عاملة معاقة، تستكشف هذه المؤسسات وتتغلب على التحيز القانوني للحصول على تعويضات عن الأخطاء الطبية. وتتميز سيرتها الذاتية المختلطة بجمعها بين السرد الشخصي والتوثيق المتنوع، لتسليط الضوء على جهودها في سبيل تحقيق العدالة، مع تحديها للأعراف المجتمعية السائدة في ذلك الوقت.

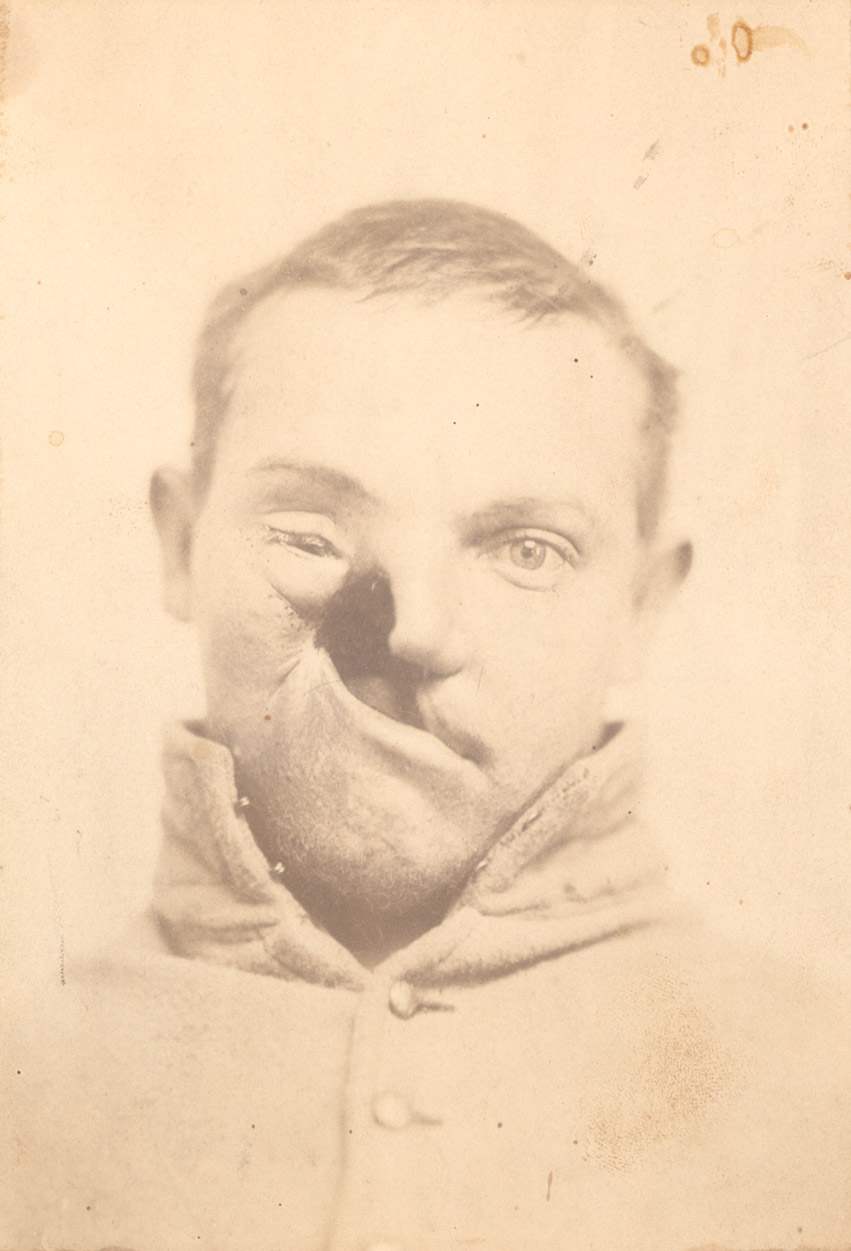
لا توجد صور معروفة لإليزابيث ستوري، ولكن هذه الصورة التي التقطت عام 1862 لكارلتون بورغان تظهر نتائج أضرار مماثلة في الفم والوجه بسبب الكالوميل.

## سيرتها

### الحياة المبكرة والتسمم بالزئبق
ولدت إليزابيث ستوري في غلاسكو في يوليو 1818 لوالدين "فقراء ولكن محترمين "، كما كتبت في سيرتها الذاتية:نساج قطن وآلة لفّ قطن. عندما كانت في الرابعة من عمرها، أصيبت بمرض وصفته بـ"حمى القراص"، والذي عادةً ما يتعافى منه الأطفال في غضون أيام قليلة. مع ذلك، أصر روبرت فالكونر، وهو جار وصديق للعائلة كان جراحًا، على علاج ستوري بجرعات يومية من الكالوميل، دواء شائع في ذلك الوقت يحتوي على الزئبق، وكان سببًا شائعًا للتسمم بالزئبق. تفاقم مرض ستوري، وبعد ثلاثة أسابيع، أصبح وجهها وفمها أسودين وكريهي الرائحة. ثم أعطاها فالكونر أكوافورتيس، وهو نوع من حمض النيتريك، وأجبرها على إدخاله في فمها باستخدام حقنة. كتبت ستوري: "كان الألم الذي عانيته من هذه العملية القاسية مروعًا لدرجة أنني لم أكن أعرف ما أفعله". عندما كرر فالكونر هذا بعد بضع دقائق، وصفت ستوري لسانها وهو يتساقط، وأسنانها تتساقط، وجزء من عظم الفك ينهار، مما جعلها تعاني من آلام مزمنة.
استشارت مجلة "ذا ستوريز" طبيبًا آخر، هو جون كامبل، الذي خلص إلى أن هذه حالة "إهمال طبي". وصف فالكونر مسحوقًا آخر، وصفه بأنه "علاج مؤكد". لحسن الحظ، لم يُعطِ والدا ستوري المتشككان الدواء، بل كلفا الطبيبين لوريمر كوربيت وجيمس كوركينديل بتحليله. أكد الطبيبان لاحقًا أن المسحوق يحتوي على "كمية كبيرة من الزرنيخ"، مما يُثبت اعتقاد الوالدين بأنه "كان يهدف إلى إنهاء وجودها، وبالتالي إخفاء أي أثر للعلاج الفاشل وغير الماهر لرجل كان عليه أن يكسب رزقه من ممارسة الطب".
تعافت ستوري، لكن وجهها كان مشوهًا بشكل دائم. أصبحت عظام فكها رخوة، واضطرت إلى إجراء عملية جراحية لإزالة جزء من العظم. عند التئام العظم، تيبس، فلم تستطع الأكل أو الشرب حتى تم عمل ثقب صغير يسمح لها بمص الطعام من علبة.
لا تتضمن السيرة الذاتية لستوري صورة أو رسمًا لوجهها، لكن الباحثين دانا جراهام لاي وهولي فيث نيلسون يزعمون أن التشويه ربما كان مشابهًا للحالة الموثقة جيدًا لكارلتون بورغان، الذي عانى من حالة مماثلة من التسمم بالزئبق عندما أعطي له الكالوميل لعلاج عدوى في عام 1862.
رفع والد ستوري دعوى قضائية ضد فالكونر، ولكن على الرغم من أن المحكمة أمرت الطبيب بدفع 1000 جنيه إسترليني كتعويض، إلا أنه رفض الدفع. توفي والد ستوري بعد فترة وجيزة.

### مرحلة البلوغ
عانت ستوري من المرض والألم بشكل متكرر، وخضعت لأكثر من عشرين عملية جراحية خلال حياتها. خاضت هي وعائلتها معارك قانونية مطولة، لكنهم لم ينجحوا قط في الحصول على تعويض عن الأضرار التي لحقت بها على يد فالكونر.
عاشت ستوري مع عائلتها، ثم انتقلت إلى منزل شقيقها بعد وفاة والدتها عام 1849. ويظهر تعداد عام 1871 أنها كانت تعيش بشكل مستقل وانتقلت إلى إدنبرة، حيث عملت كخياطة.

### الموت
توفيت ستوري في بيبليس عام 1897 بسبب الأنفلونزا والالتهاب الرئوي. تركت ما لديها من أموال - 39 جنيهًا إسترلينيًا - للجمعية الملكية للأمراض غير القابلة للشفاء في إدنبرة.

## سيرتها الذاتية
نشرت ستوري سيرتها الذاتية عام 1859، عندما كانت في الحادية والأربعين من عمرها. يُظهر عنوان الكتاب الهدف الرئيسي منه: شرح الظلم الذي تعرضت له: "السيرة الذاتية لإليزابيث ستوري، مواطنة من غلاسكو، تعرضت لظلم كبير على أيدي بعض أعضاء المهن الطبية والقانونية والإكليريكية". نُشرت الرواية بالاشتراك، أي أنه جُمعت الأموال من المشتركين لدفع تكاليف طباعة الكتاب.
كان من غير المعتاد أن تنشر نساء الطبقة العاملة سيرهن الذاتية في منتصف القرن التاسع عشر، وكانت تلك التي نُشرت، مثل سيرة ستوري، في الغالب حكايات عن سوء المعاملة التي جذبت دعم رعاة الطبقة المتوسطة. السيرة الذاتية التي أملتها ماري برينس عن حياتها كعبد هي مثال آخر، ولكن بشكل عام، كان معظم كتاب الطبقة العاملة من الرجال. تندرج سير ستوري وبرنس الذاتية ضمن فئة "مذكرات الإغراء"، وهو نوع أدبي تستخدمه أيضًا نساء الطبقة المتوسطة والطبقة العليا اللائي تعرضن لسوء المعاملة. يتضح الجاذبية من الفقرة الأولى من كتاب ستوري:
لما كان لديّ انطباعٌ قويٌّ بأنّ الظلمَ غالبًا ما يُمارَس على الفقراء، وبالأخصّ على نساء تلك الطبقة، الأكثرَ عجزًا عن الدفاع عن أنفسهم، سواءً بسبب جنسهم أو بسبب الصعوبة التي يُعرّضهم لها الفقرُ مع الفقر، في الحصول على عونِ من يُؤمّنون لهم الحمايةَ الطبيعية، فقد حثّني على نشر بيانٍ بالأخطاء والمحن التي تعرّضتُ لها، على أمل تشجيع مَن قد يُعانونَ مثلي على التوكل على الله، إذ سيجدون في كثيرٍ من الأحيان أنّ "عونَ الإنسانِ باطلٌ". ولعلّ الحقائقَ التي ستُسلّطُ الضوءَ عليها تُحذّرُ أصحابَ السلطةِ من خطرِ ظلمِ أو إيذاءِ أيّ شخص، مُؤمِنين بأنّ العالمَ قد لا يعلمُ أبدًا، بسببِ ضآلةِ ضحاياهم، كمْ ألحقوا بالآخرينَ من معاناة.
تجمع السيرة الذاتية بين رواية ستوري الخاصة والأدلة الوثائقية بما في ذلك محاضر المحكمة ورسائل من الأطباء وغيرهم الذين يشهدون بالحقائق. كانت هذه استراتيجية شائعة للسير الذاتية في ذلك الوقت، واستخدمتها النساء لإضفاء الشرعية على قصصهن. وتستند السيرة الذاتية أيضًا إلى أنواع الرعب في أوصافها التفصيلية للعمليات الجراحية والإساءة، والسيرة الذاتية الروحية في وصف ستوري لرحلتها من كونها خاطئة إلى عضو مخلص في الكنيسة. يجادل الباحثان الأدبيان لاي ونيلسون بأن اندماج هذا النوع يسمح لستوري بزعزعة استقرار "أولئك الذين يميلون إلى تمثيل المعاقين بطريقة ثابتة"، على سبيل المثال، من خلال عرض "مسار السرد لـ"انتصار بطولي على الشدائد".
و من بعض الأعمال المنشورة ل إليزابيث ستوري هي السيرة الذاتية لإليزابيث ستوري، مواطنة من غلاسكو، تعرضت لظلم كبير على أيدي بعض أعضاء المهن الطبية والقانونية والإكليريكية (غلاسكو: ريتشارد ستوبس، 1859).